# Chris Kreider
Christopher James Kreider (Boxford, 30 aprile 1991) è un hockeista su ghiaccio statunitense, ala sinistra degli Anaheim Ducks (NHL).

## Palmarès

### World Junior Championships
- 2 medaglie:
  - 1 oro (Canada 2010)
  - 1 bronzo (Stati Uniti 2011)

### World Championships
- 1 medaglia:
  - 1 bronzo (Danimarca 2018)